# ブリッジ (ネットワーク機器)

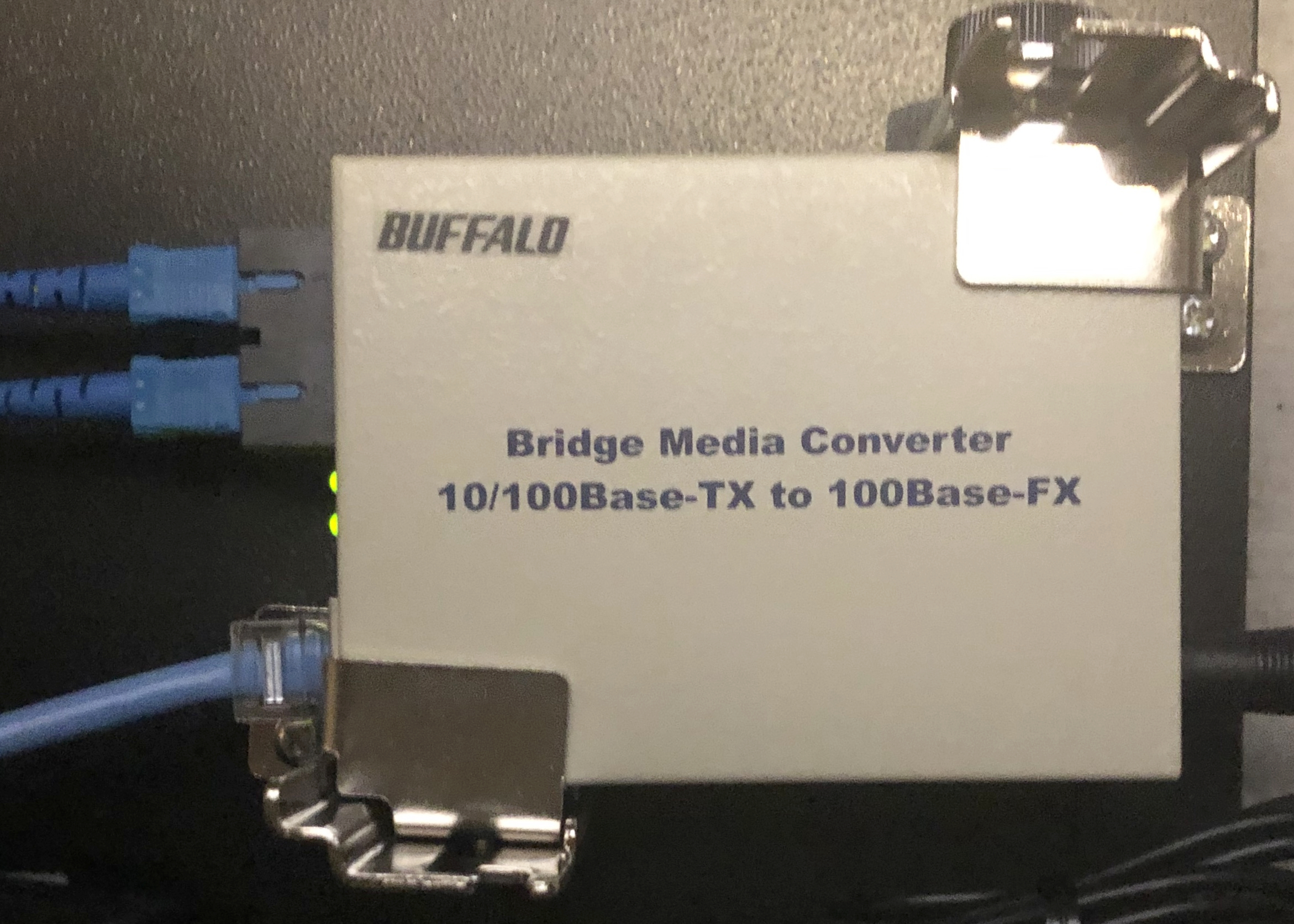
ブリッジ接続の例（光メディアコンバーター）

ブリッジは、OSI参照モデルのデータリンク層（レイヤ2）の情報を基にフレームの送信ポートを決定し転送するコンピュータネットワーク機器である。

## 概要

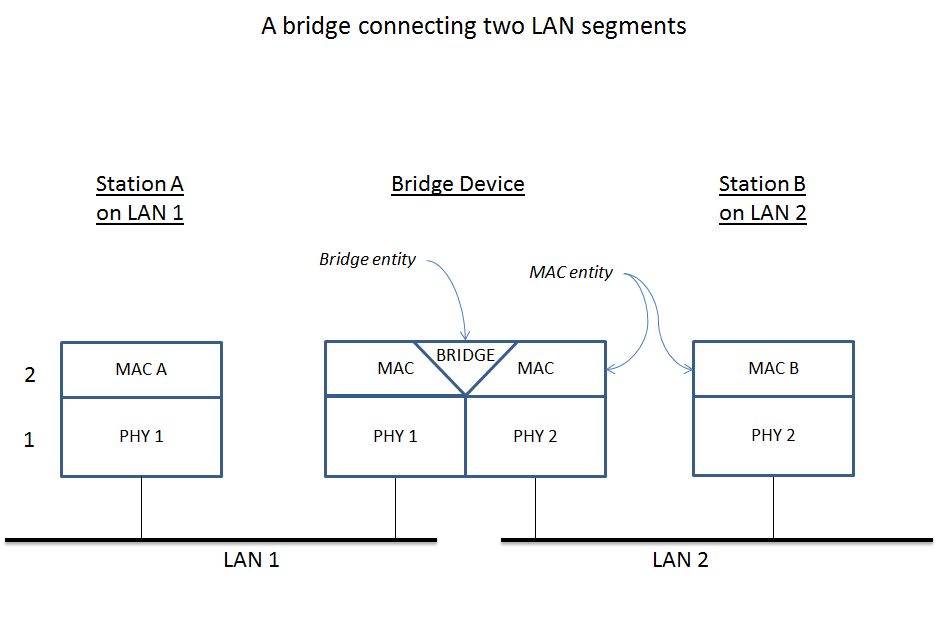
ブリッジ接続の概要

TCP/IPなどのレイヤ3（OSI参照モデルのネットワーク層）以上のプロトコルとは独立に（複数レイヤ3プロトコルに透過的に）レイヤ2のフレーム交換を行う。
ブリッジはレイヤ3が何であろうとレイヤ2でフレーム交換する。
ネットワーク上のホスト数が増えるにつれ、レイヤ3のパケット交換を行うルーターの需要が増し、ブリッジはルーターの下位でレイヤ2のフレーム交換を行うスイッチングハブとして進化した。
レイヤ3のパケット交換は end to end のネットワークアドレス間をリレー式に交換するのに対して、レイヤ2のフレーム交換はブリッジに直接接続されているLANの端末間だけをMACアドレスに基づいてハードウェアが1対1に交換する。
ただしブリッジもLAN端末と考えればブリッジの多段接続は可能であるが、別のブリッジを超えたネットワークは見えない。
なお、PPPoEを中継する機器も (PPPoE) ブリッジと呼ばれる事がある。

## Ethernetブリッジの動作
Ethernetでの挙動は、以下の通りである。
ブロードキャストフレームの受信
あるMACアドレスを持ったホストAが起動すると、そのMACアドレスを送信元とするブロードキャストフレーム（宛先MACアドレス=FFFF:FFFF:FFFF）を送信し、ブリッジがそれを受信する。
MACアドレスの学習
ホストAからのブロードキャストフレームを受信すると、ホストAのMACアドレスをどのポートで受信したかを学習する。（MACテーブルの作成とも呼ばれる）
ブロードキャストフレームの転送
ブロードキャストフレームは、ブリッジの全てのポートに転送され、ネットワーク上の全てのホストが、ホストAのMACアドレスを学習する。ただし、ブロードキャストアドレス自体は送信元MACアドレスになりえないため、ネットワーク上のホストがブロードキャストアドレスを学習することはない。
ユニキャストフレーム
任意のホストが、ホストAにフレームを送信する場合は、ホストAのMACアドレスを宛先にしてフレームを送信する。
宛先のMACアドレスが特定されているので、これをユニ（一つの）キャストフレームと呼ぶ。
学習MACアドレスの検索とユニキャストフレームの転送
ユニキャストフレームがブリッジに到達すると、ブリッジはそのフレームの送信先MACアドレスを、どのポートで学習しているかを検索する。
MACアドレス学習ポートとユニキャストフレームを受信したポートが同一の場合は、フレームを破棄し、送信元のMACアドレスを学習し直す。
別のポートで学習していれば、そのポートに転送する。
すなわち、MACアドレスの検索速度がブリッジの動作速度に関わってくるので、各社独自の方法により検索速度を短縮する仕組みを作り込んでいるが、このための不具合も内在する。
フラディング (Flooding)
ユニキャストフレームの宛先MACを学習していない場合、ブリッジはそのユニキャストをブロードキャストと同等に扱う。すなわち、全てのインタフェースに転送する。
返事が来た場合、そのフレームから、MACアドレスを学習する。宛先不明のフレームが増えることで、フラディングが多くなると、ブリッジネットワークの性能が落ちる。

## ブリッジとスイッチの違い
ブリッジとスイッチはL2デバイスということでは共通だが、違いもいくつかある。以下にその違いを明示する。
| 項目       | ブリッジ         | スイッチ         |
| ---------- | ---------------- | ---------------- |
| 処理体系   | ソフトウェア処理 | ハードウェア処理 |
| 処理速度   | 遅い             | 速い             |
| ポート仕様 | MDI              | MDI-X            |